# Edward Le Glay
Pour les articles homonymes, voir Le Glay.
Edward Le Glay, né le 6 mars 1814 à Cambrai et décédé le 24 juin 1894 à Paris, est un historien et haut fonctionnaire français.

## Biographie
Edward Le Glay est le fils aîné du docteur Joseph Le Glay, médecin et archiviste en chef du département du Nord et d'Henriette Ledoux (1787-1832). Élève de l'École royale des chartes, où il obtient le diplôme d'archiviste paléographe en 1837, il est ensuite nommé à Lille où il seconde son père dans les locaux improvisés de l'hôtel de la rue du Lombard.
Le Glay publie en 1843 une "Histoire des Comtes de Flandre" en deux volumes qui rencontre un certain succès. C'est durant cette période qu'il collabore au Comité des travaux historiques et scientifiques institué par Guizot. Ses recherches donneront lieu jusqu'à la fin de sa vie à de nombreuses publications érudites sur la période médiévale.
À partir de 1845, peut être avec le soutien du préfet du Nord Saint-Aignan proche de son père, il devient conseiller de la préfecture de la Côte-d'Or. Sous-préfet de Tournon en décembre 1846, il quitte ensuite l'Ardèche en juillet 1848pour Muret puis en 1849, Gex, en 1854, Moissac, en 1857, Libourne et enfin Dole où, nommé en octobre 1863, il ne rejoint pas son poste et se déclare démissionnaire le mois suivant.
En mars 1868, Edward Le Glay devient régisseur de l'octroi à Paris, ville où il termine sa carrière avant d'y décéder en 1894.

## Travaux
- Avec Henri Bruneel, sous le pseudonyme H.-E. Landsvriend, Schild en vriend, 1302–1303. Charles-le-Mauvais, 1356–1386, Paris 1841.
- Histoire de Jeanne de Constantinople, comtesse de Flandre et de Hainaut. Lille 1841, 1879.
- Histoire des Comtes de Flandre jusqu'à l'avènement de la maison de Bourgogne, Tome I, Paris, 1843, texte en ligne disponible sur LillOnum
- Histoire des Comtes de Flandre jusqu'à l'avènement de la maison de Bourgogne, Tome II, Paris, 1843, texte en ligne disponible sur LillOnum.
- Petite histoire de Belgique, depuis les premiers temps jusqu'à nos jours. Paris 1845.
- Négociations diplomatiques entre la France et l'Autriche durant les trente premières années du XVIe siècle., Paris 1845.
- Charles de Danemark, le bienheureux Charles le Bon, comte de Flandre, sa vie et son martyre. Arras, 1878.
- Les Flamands aux Croisades. Lille, 1879.
- La Gaule Belgique. études historiques. Lille. 1882.
- Histoire du bienheureux Charles le Bon, comte de Flandre. Lille 1884.